# 緑が丘駅 (東京都)

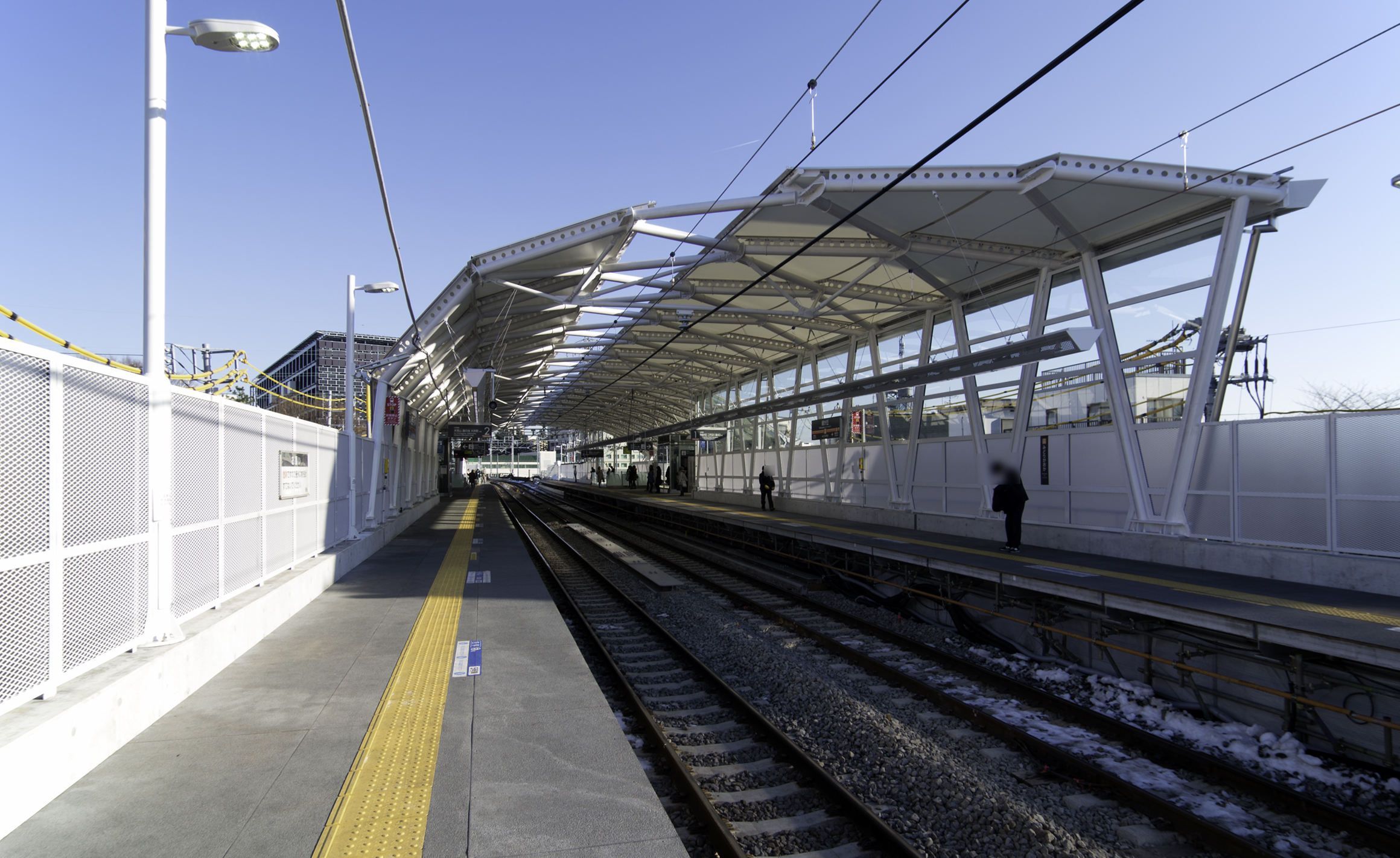
ホーム（2013年1月）

緑が丘駅（みどりがおかえき）は、東京都目黒区緑が丘三丁目にある、東急電鉄大井町線の駅である。駅番号はOM09。目黒区の駅では最も南にある。

## 歴史
- 1929年（昭和4年）12月25日：中丸山駅（なかまるやまえき）として開設[1]。
- 1933年（昭和8年）4月1日：緑ヶ丘駅（みどりがおかえき）に改称[1]。
- 1966年（昭和41年）1月20日：緑が丘駅に改称[1]。
- 2013年（平成25年）：駅改良工事完了。

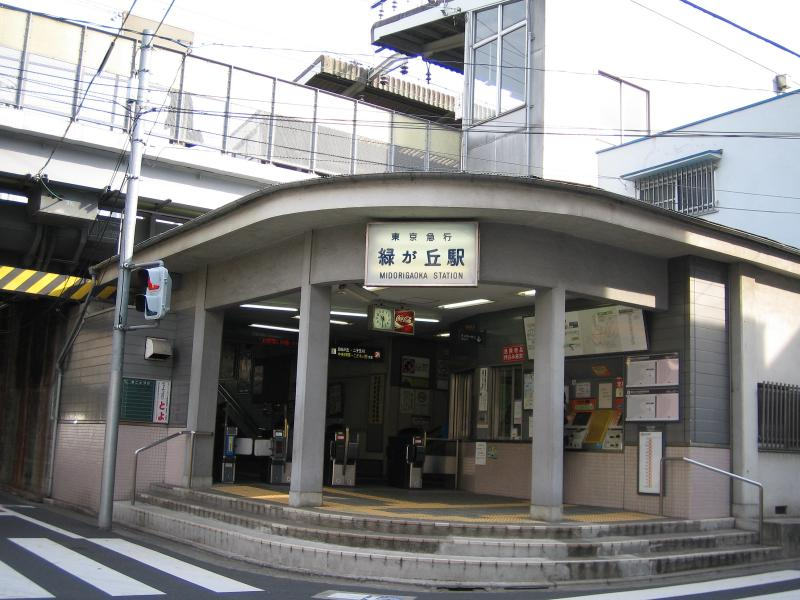
旧駅舎（2005年12月）
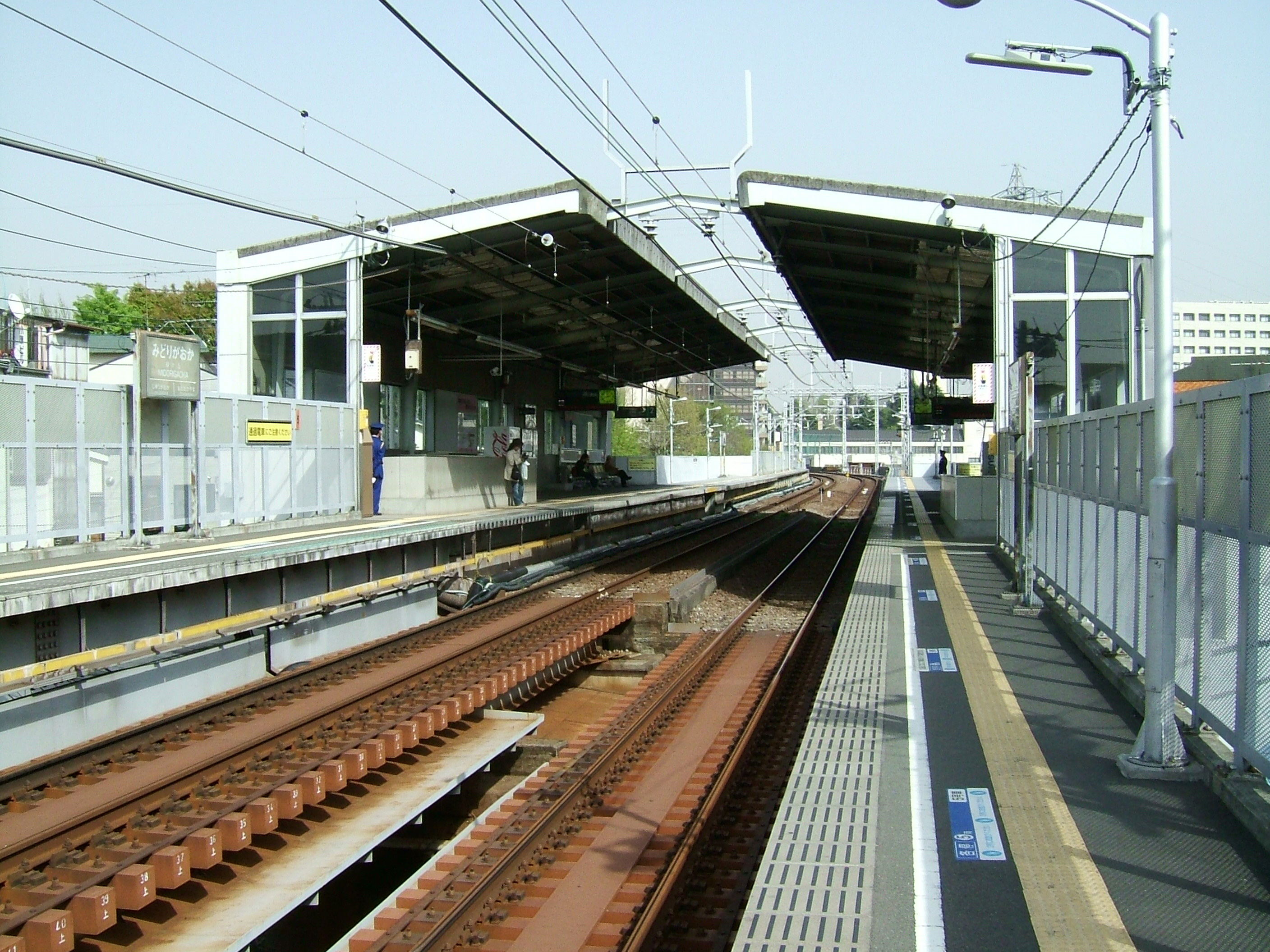
ホーム（2008年4月）
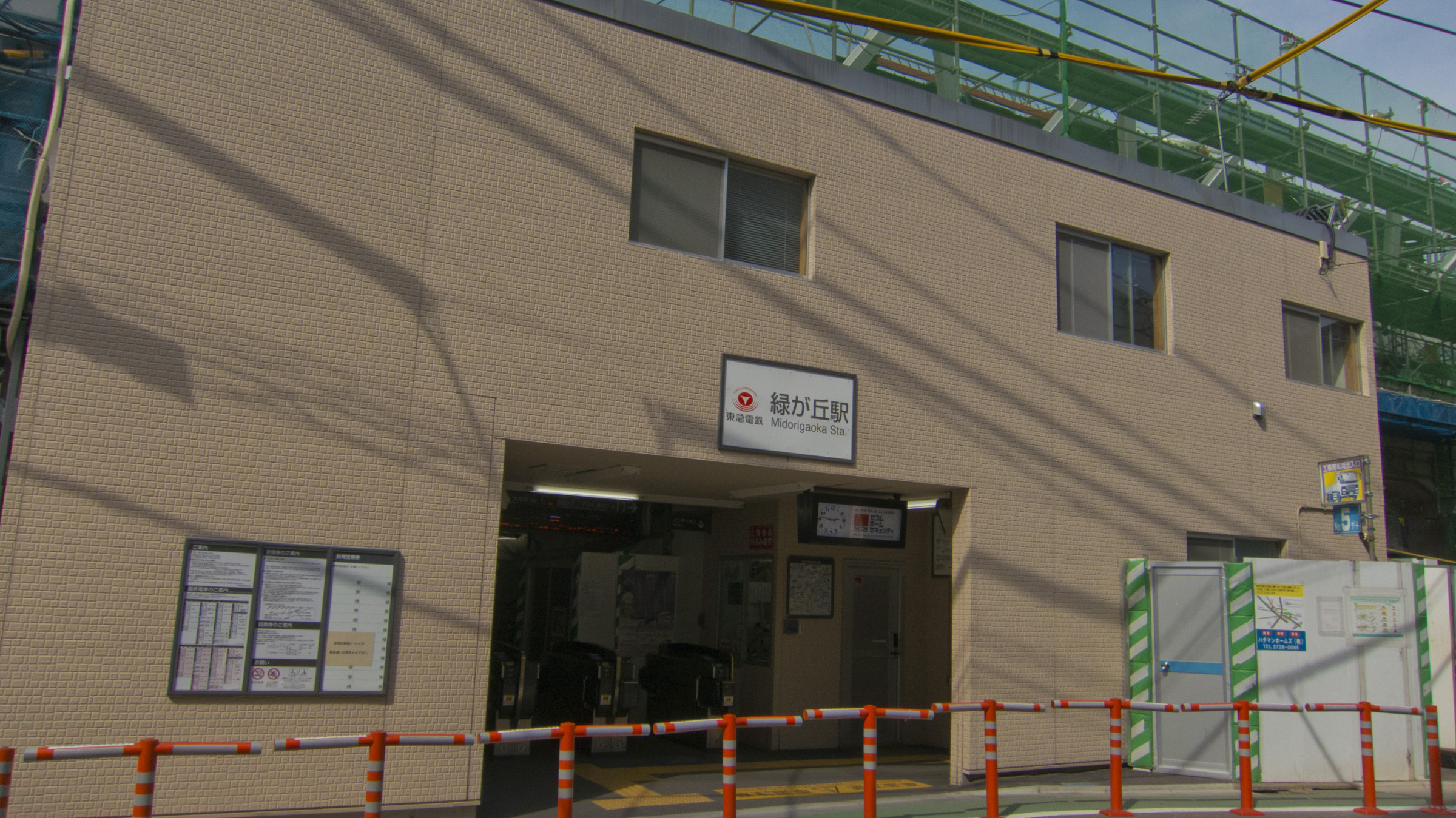
仮設駅舎
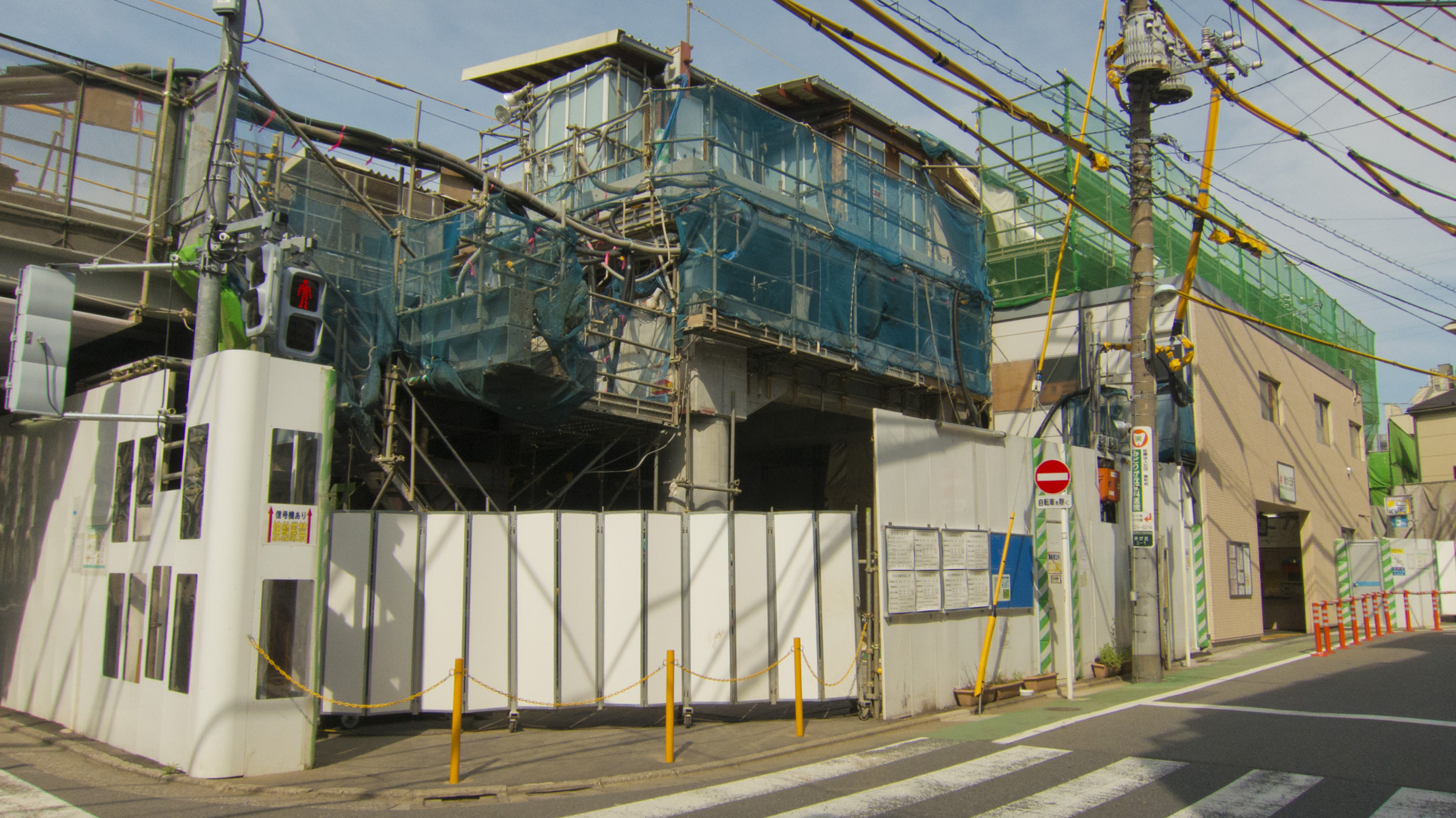
旧駅舎付近から現駅舎を見る

### 駅名の由来
駅所在地である目黒区緑ヶ丘より、地名を取ったもの。開業当初は駅近傍の高台の名を取って「中丸山駅」と称した。
「中丸山」は駅北側に位置し、現在の東京科学大学大岡山キャンパス緑が丘地区がある丘陵地の名称であった。当時の駅所在地名は「碑衾町大字衾（）字谷畑下」であったが、1932年、東京市編入の際に緑が多い丘陵地と言うことで「緑ヶ丘」と言う地名となった。鉄道会社や不動産会社宅地開発に伴う改称ではない。

## 駅構造
相対式ホーム2面2線を有する高架駅。出入口は1箇所のみで、バリアフリー設備として、エスカレーター及びエレベーターが設置されている。

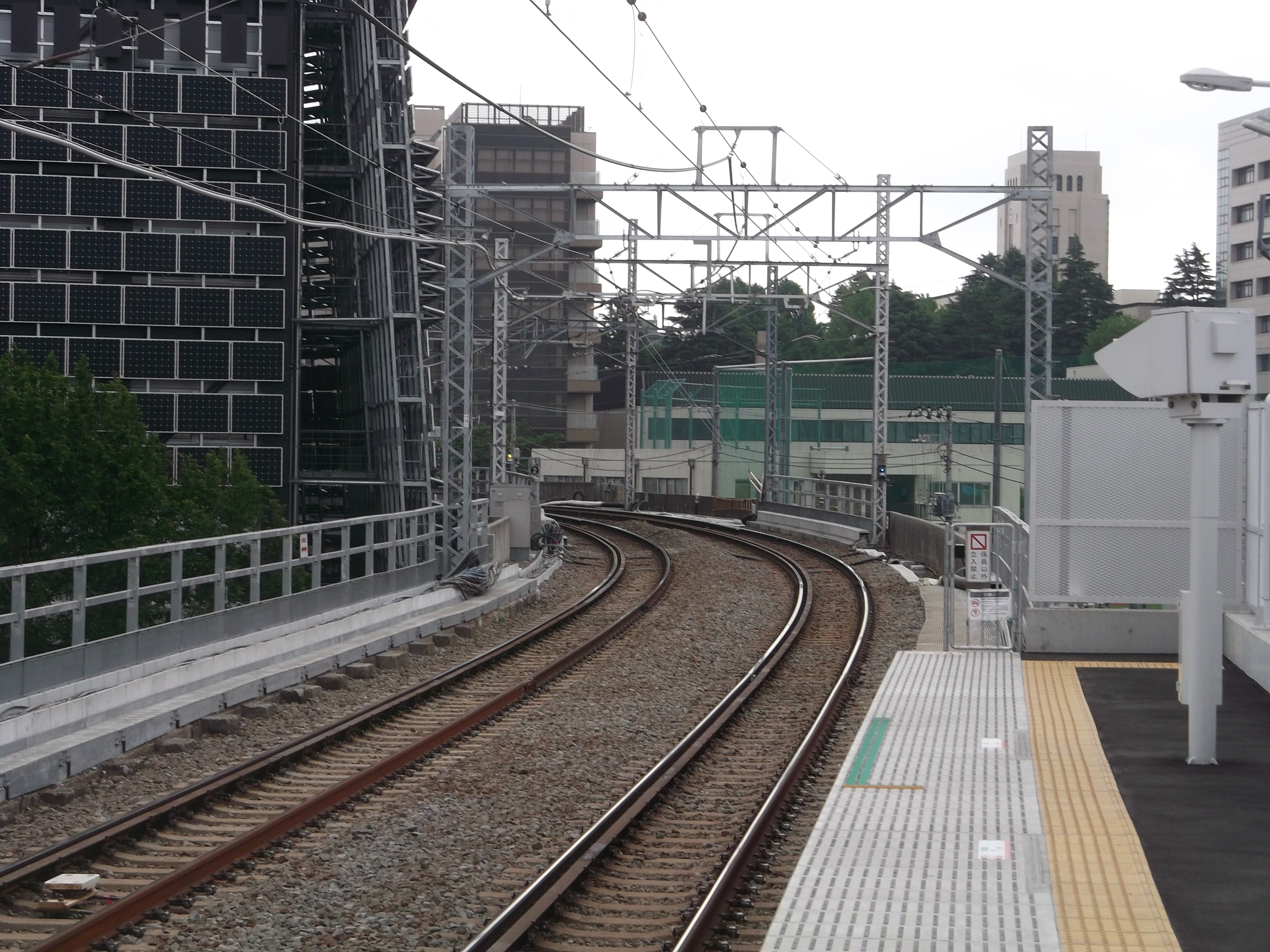
ホームより大岡山方面を望む
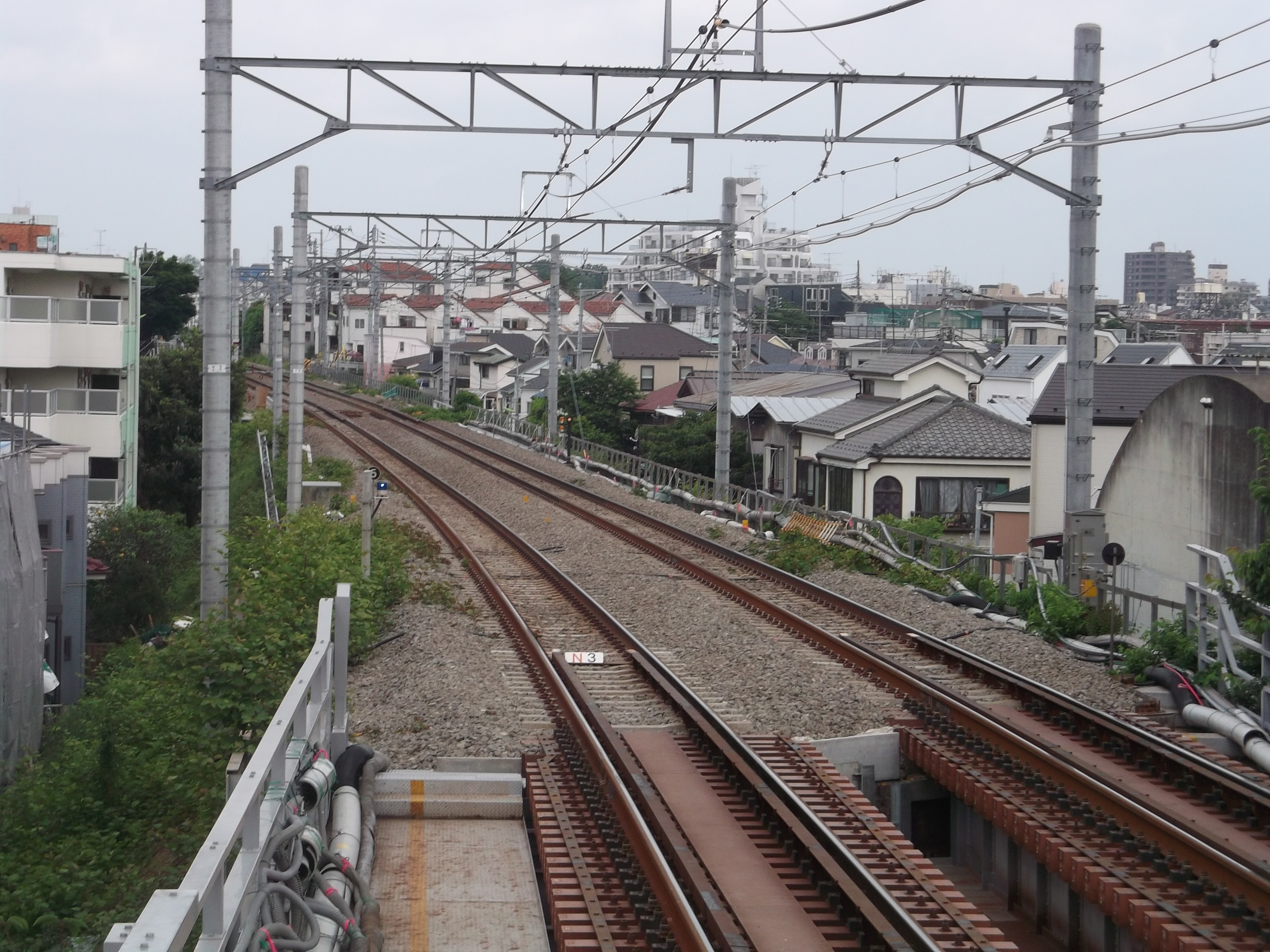
ホームより自由が丘方面を望む

### のりば
| 番線 | 路線     | 方向 | 行先                           |
| ---- | -------- | ---- | ------------------------------ |
| 1    | 大井町線 | 下り | 自由が丘・二子玉川・溝の口方面 |
| 2    | 大井町線 | 上り | 大岡山・旗の台・大井町方面     |

バリアフリー工事が開始されるまで使用されていた駅舎は、交差点に面した四分円状のモダンなもので、入口に立つ柱はかつて豆タイル張りの丸柱であった。出札周りの処理と合わせて東急多摩川線鵜の木駅との共通点が散見されたが、自動改札機設置に伴って大改造された。
2013年度（平成25年度）始めに照明やサインは、自由が丘駅に次いで東急電鉄で2番目となる全面LED照明化され、ホームやコンコースでは調光するLED照明が導入されている。また、ホームドアの設置も行われている。
2008年（平成20年） - 2013年（平成25年度）まで、エスカレータ、エレベーター新設などのバリアフリー対応工事が行われた。また、ホームの一部移設、大岡山駅方高架橋改築、駅前広場整備、呑川本流緑道への通路新設工事などが行われる計画となっている。

## 利用状況
2024年度（令和6年度）の1日平均乗降人員は10,090人である。
近年の1日平均乗降・乗車人員の推移は以下の通り。
| 年度               | 1日平均 乗降人員 | 1日平均 乗車人員 | 出典     |
| ------------------ | ---------------- | ---------------- | -------- |
| 1956年（昭和31年） |                  | 5,146            | [ * 1 ]  |
| 1957年（昭和32年） |                  | 5,590            | [ * 2 ]  |
| 1958年（昭和33年） |                  | 5,795            | [ * 3 ]  |
| 1959年（昭和34年） |                  | 6,129            | [ * 4 ]  |
| 1960年（昭和35年） |                  | 6,565            | [ * 5 ]  |
| 1961年（昭和36年） | 14,131           | 6,973            | [ * 6 ]  |
| 1962年（昭和37年） | 14,464           | 7,156            | [ * 7 ]  |
| 1963年（昭和38年） | 14,552           | 7,239            | [ * 8 ]  |
| 1964年（昭和39年） | 14,527           | 7,232            | [ * 9 ]  |
| 1965年（昭和40年） | 14,525           | 7,188            | [ * 10 ] |
| 1966年（昭和41年） | 14,475           | 7,058            | [ * 11 ] |
| 1967年（昭和42年） | 14,470           | 7,063            | [ * 12 ] |
| 1968年（昭和43年） | 14,389           | 6,970            | [ * 13 ] |
| 1969年（昭和44年） | 14,059           | 6,986            | [ * 14 ] |
| 1970年（昭和45年） | 13,864           | 6,918            | [ * 15 ] |
| 1971年（昭和46年） | 13,639           | 6,815            | [ * 16 ] |
| 1972年（昭和47年） |                  | 6,970            | [ * 17 ] |
| 1973年（昭和48年） | 13,815           | 6,760            | [ * 18 ] |
| 1974年（昭和49年） | 13,519           | 6,560            | [ * 19 ] |
| 1975年（昭和50年） | 12,667           | 6,335            | [ * 20 ] |
| 1976年（昭和51年） | 12,448           | 6,205            | [ * 21 ] |
| 1977年（昭和52年） | 12,353           | 6,155            | [ * 22 ] |
| 1978年（昭和53年） | 12,236           | 6,080            | [ * 23 ] |
| 1979年（昭和54年） | 11,752           | 5,817            | [ * 24 ] |
| 1980年（昭和55年） | 11,293           | 5,722            | [ * 25 ] |
| 1981年（昭和56年） | 11,416           | 5,756            | [ * 26 ] |
| 1982年（昭和57年） | 11,504           | 5,774            | [ * 27 ] |
| 1983年（昭和58年） | 11,453           | 5,802            | [ * 28 ] |
| 1984年（昭和59年） | 11,500           | 5,819            | [ * 29 ] |
| 1985年（昭和60年） | 11,615           | 5,889            | [ * 30 ] |
| 1986年（昭和61年） | 11,688           | 5,969            | [ * 31 ] |
| 1987年（昭和62年） | 11,738           | 5,841            | [ * 32 ] |
| 1988年（昭和63年） | 11,613           | 5,899            | [ * 33 ] |
| 1989年（平成元年） | 11,682           | 5,861            | [ * 34 ] |
| 1990年（平成02年） | 11,865           | 6,051            | [ * 35 ] |
| 1991年（平成03年） | 12,232           | 6,203            | [ * 36 ] |
| 1992年（平成04年） | 11,988           | 6,167            | [ * 37 ] |
| 1993年（平成05年） | 11,758           | 6,082            | [ * 38 ] |
| 1994年（平成06年） | 11,792           | 6,037            | [ * 39 ] |
| 1995年（平成07年） | 11,392           | 5,915            | [ * 40 ] |
| 1996年（平成08年） | 11,276           | 5,776            | [ * 41 ] |
| 1997年（平成09年） | 11,139           | 5,710            | [ * 42 ] |
| 1998年（平成10年） | 10,522           | 5,352            | [ * 43 ] |
| 1999年（平成11年） | 10,276           | 5,205            | [ * 44 ] |
| 2000年（平成12年） | 9,998            | 5,075            | [ * 45 ] |
| 2001年（平成13年） | 9,744            | 5,015            | [ * 46 ] |
| 2002年（平成14年） | 9,451            | 4,855            | [ * 47 ] |
| 2003年（平成15年） | 9,220            | 4,751            | [ * 48 ] |
| 2004年（平成16年） | 9,028            | 4,693            | [ * 49 ] |
| 2005年（平成17年） | 9,051            | 4,709            | [ * 50 ] |
| 2006年（平成18年） | 9,122            | 4,745            | [ * 51 ] |
| 2007年（平成19年） | 9,290            | 4,839            | [ * 52 ] |
| 2008年（平成20年） | 8,993            | 4,685            | [ * 53 ] |
| 2009年（平成21年） | 8,605            | 4,468            | [ * 54 ] |
| 2010年（平成22年） | 8,382            | 4,348            | [ * 55 ] |
| 2011年（平成23年） | 8,305            | 4,309            | [ * 56 ] |
| 2012年（平成24年） | 8,516            | 4,433            | [ * 57 ] |
| 2013年（平成25年） | 8,982            | 4,663            | [ * 58 ] |
| 2014年（平成26年） | 9,212            | 4,754            | [ * 59 ] |
| 2015年（平成27年） | 9,591            | 4,959            | [ * 60 ] |
| 2016年（平成28年） | 9,831            | 5,072            | [ * 61 ] |
| 2017年（平成29年） | 10,100           | 5,203            | [ * 62 ] |
| 2018年（平成30年） | 10,418           | 5,364            | [ * 63 ] |
| 2019年（令和元年） | 10,365           | 5,344            | [ * 64 ] |
| 2020年（令和02年） | 7,353            |                  |          |
| 2021年（令和03年） | 8,389            |                  |          |
| 2022年（令和04年） | 9,291            |                  |          |
| 2023年（令和05年） | 9,786            |                  |          |
| 2024年（令和06年） | 10,090           |                  |          |

## 駅周辺
駅のすぐ南側を東急目黒線が走る。駅東側は、南北から東京科学大学のキャンパスの敷地に挟まれている。また、駅のすぐ南西は世田谷区奥沢である。

### 官公庁・公共施設
- 碑文谷警察署緑が丘交番

### 教育機関
- 東京科学大学大岡山キャンパス
- 目黒区立第十一中学校
- 目黒区立緑ヶ丘小学校

### 郵便局 ・ 金融機関
- 目黒緑が丘郵便局

### 交通
- 大岡山駅（徒歩約8分 650m）
- 奥沢駅（徒歩約10分 850m）

## バス路線
駅南側に緑が丘駅バス停がある。
- 多摩01 都立大学駅前経由東京医療センター行／奥沢駅・雪が谷経由多摩川駅行

## 隣の駅
東急電鉄
 大井町線
■急行
通過
□各駅停車（二子新地・高津は通過）・■各駅停車（二子新地・高津に停車）
大岡山駅 (OM08) - 緑が丘駅 (OM09) - 自由が丘駅 (OM10)